# Alexandre Pires
Alexandre Pires do Nascimento (Uberlândia, 8 de janeiro de 1976) é um cantor, compositor e multi-instrumentista brasileiro. Em 1989, fundou o grupo de pagode romântico Só Pra Contrariar, sendo o vocalista principal até a sua saída no início dos anos 2000. Seu álbum de estreia como cantor solo intitulado Alexandre Pires / É Por Amor, foi lançado em 2001 e comercializado em ambas as línguas espanhol e português.

## Biografia e carreira

### 1976–1998: Primeiros anos e Só Pra Contrariar
Nascido e criado em uma família humilde do interior mineiro, é filho dos músicos Maria Abadia e João Pires. Alexandre começou sua carreira musical em 1989, quando decidiu, ao lado de seu irmão Fernando, e do seu primo Juliano, montar o Só Pra Contrariar (SPC), nome dado em homenagem à canção do grupo Fundo de Quintal, que havia atingido grande popularidade em pouco tempo. Quando aprendeu a tocar cavaquinho, o samba "Só Pra Contrariar" do grupo Fundo de Quintal, Pires não imaginou o quanto essa canção seria importante para sua carreira. 
O artista também reuniu alguns amigos próximos, em sua cidade natal, e começaram os ensaios, cada ensaio na casa de um amigo. A década de 1990 foi de extrema importância para o grupo, que viu suas vendas crescerem ao longo da década. Com o tempo, as apresentações informais em bares e boates de Uberlândia levaram o grupo a chamar atenção da indústria fonográfica, e assim gravaram o primeiro álbum em 1993, intitulado Que Se Chama Amor. Com as músicas "Que Se Chama Amor", "A Barata" e "Domingo" que estouraram nas paradas das rádios brasileiras, o grupo de pagode ganhou fama nacional, gravou mais seis álbuns de sucesso e alcançou a impressionante marca de três milhões de discos vendidos com um único trabalho e 10 milhões ao todo. O êxito comercial das músicas "Depois do Prazer" e "Mineirinho", lançadas em 1997, levou o SPC a gravar um álbum em espanhol, que vendeu 700 mil cópias nos países hispânicos.

### 1999–2012: Carreira solo e reconhecimento internacional
O sucesso do material em espanhol do SPC, fez com que, em 1999, Pires fosse convidado pela cantora Gloria Estefan para gravar um dueto para a música "Santo Santo", que o consagrou como um dos grandes intérpretes da América Latina. Após lançar sete álbuns de estúdio com o SPC, Pires parte para carreira solo com o disco É Por Amor de 2001, dedicado ao mercado internacional. Mesmo cantado em espanhol, o álbum ganhou uma versão em português. Produzido por Emílio Estefan e dirigido ao público internacional, Pires mudou o estilo e trouxe várias baladas românticas. A música "Usted Se Me Llevó La Vida" entrou na trilha sonora da novela Porto dos Milagres e o consagrou como o mais novo intérprete nacional de sucesso. Sem conseguir acompanhar todos os compromissos, o cantor deixou o SPC em 2002, depois de uma apresentação para mais de 14 mil pessoas em Nova Iorque, Estados Unidos.
A boa produção do primeiro álbum rendeu, em 2002, um prêmio Grammy na categoria "Engenharia de Som" e o reconhecimento da revista Billboard, com o prêmio no Latin Music Awards, de "Melhor Artista do Ano" em 2001. No mesmo ano, lançou "Minha Vida Minha Música", um projeto da BMG, que trouxe participações especiais e alguns depoimentos de artistas. No álbum de Pires, a atriz Susana Vieira narrou a faixa de abertura.
Em 2003, Alexandre lançou o terceiro disco solo, Estrella Guia, com versão em espanhol para os países latino-americanos e Europa. O álbum contou com as participações de Alejandro Sanz em "Solo Que Me Falta" e de Rosario Flores na música "Inseguridad". Além disso, cantou para o presidente dos Estados Unidos, George W. Bush, a música "Garota de Ipanema", de Tom Jobim e Vinícius de Moraes, em português, na comemoração do mês da Independência Hispânica nos Estados Unidos.
Para aumentar a sua participação no mercado musical americano, foi lançada uma tiragem especial de Estrela Guia, acompanhada de um DVD com os videoclipes já gravados por Alexandre Pires. No ano seguinte, o cantor voltou ao Brasil e realizou diversas apresentações por todo o país, enquanto preparava seu novo trabalho inédito.
Em Alto-Falante, lançado em 2004, Alexandre Pires expôs seu pensamento e mostrou um repertório quase que totalmente autoral. A exceção é uma música inédita de Jorge Vercillo, "O Que Você Fez", em rhythm and blues americano. Gravado no estúdio do artista, em Uberlândia, o álbum contou com as participações de Fat Family, Sampa Crew, Netinho de Paula e a dupla Caju & Castanha.
Em 2005, Alexandre Pires lançou o disco Meu Samba. O álbum, que contou com a produção de Cláudio Rosa, marca o retorno do cantor às raízes do samba. Ainda em 2005, no Dia Nacional da Consciência Negra, Alexandre recebeu o Troféu Raça Negra, na categoria "Melhor Cantor".
Em 2007, lançou mais um álbum, visando o mercado exterior e também foi um dos seus grandes sonhos, que era gravar um álbum só com canções de Julio Iglesias, intitulado A un idolo. Mas foi em 2008 que seu maior sonho foi realizado, no dia 8 de janeiro de 2008, data em que Alexandre comemora seu aniversário, foi gravado em sua cidade natal o seu mais recente álbum, o CD e DVD Em Casa. Com uma equipe de 150 pessoas, Alexandre afirma ter acompanhado tudo de perto. Destaque para as canções "Pode Chorar", e "Delírios de Amor" com o Grupo Revelação, além de canções conhecidas da carreira do cantor. O DVD conta com a participação também de Ivete Sangalo, Daniel, Alcione, Perlla e dos cantores angolanos Yolá Araújo e Anselmo Ralph.
Em 2010, Alexandre volta com um cd de inéditas, intitulado Mais Além.. O álbum extraiu os sucessos "Eu Sou o Samba" que conta com a participação de Seu Jorge e as baladas "Quem é Você" e "Erro Meu". O álbum rendeu no ano seguinte um CD/DVD ao vivo: Mais Além - Ao Vivo.
Em 2012, Alexandre grava seu terceiro DVD da carreira solo em São Paulo no dia 11 de abril de 2012, intitulado Eletrosamba, com a participação de Cláudia Leitte, Xuxa, Abadia Pires, Só Pra Contrariar e Mumuzinho.

### 2013–2022: Retorno temporário ao SPC e outros trabalhos solo
Em março de 2013 Alexandre retorna ao grupo Só Pra Contrariar para turnê em comemoração dos 25 anos de carreira do grupo. Foi prometido uma turnê de pelo menos 3 anos, e ainda, novo CD e DVD. O cantor já estava 11 anos em projetos solo. 
Em 2017, Alexandre lança o novo trabalho, em CD e DVD, intitulado DNA Musical que exploram as influências essencialmente do cancioneiro da MPB que o cantor teve da família. O trabalho conta com as participações de Caetano Veloso, Milton Nascimento, Jorge Ben Jor, Martinho da Vila, Gilberto Gil e Djavan.
Em 2018 e 2019, Alexandre lança a turnê Baile do Nêgo Véio, com 3 horas de show, cantando clássicos dos anos 90, com músicas de pagode, axé e outros estilos da época e claro, com as músicas do Só Pra Contrariar, grupo que o consagrou. Foi lançado um CD gravado no Rio de Janeiro e 2 DVDs da turnê de um show em Jurerê internacional, Santa Catarina.
Em 2021, Alexandre iniciou a turnê Irmãos ao lado de Seu Jorge. O projeto surgiu a partir de uma live feita pelos cantores em junho de 2020, durante a paralisação do setor musical devido à pandemia de Covid-19. Outro show originado de uma live foi o Samba, Sertão e Brasa, em parceria com Daniel. No ano seguinte, Alexandre lança para o mercado internacional o álbum Latin Lover, gravado ao vivo em duas apresentações no Teatro do Bourbon Country, em Porto Alegre. No final de 2022, é lançado o álbum Na Balsa, projeto de inéditas gravado no Rio de Janeiro dois anos antes que conta com as participações de Ferrugem, Dilsinho, Tiee, Menos é Mais, Jorge (da dupla Jorge & Mateus) e Maiara & Maraisa.

### 2023–presente: Segundo retorno ao SPC e carreira solo
Em 2023, Alexandre Pires anunciou que realizaria uma última turnê com o Só Pra Contrariar em 2024, chamada "SPC Acústico 2 - O Último Encontro", fazendo alusão ao álbum acústico lançado pelo grupo em 2002. O anúncio foi feito durante uma edição do programa Som Brasil, da TV Globo, que homenageou sua carreira. A série de shows se iniciou em abril de 2024 no Allianz Parque, em São Paulo, e foi finalizada em fevereiro de 2025, no Anfiteatro Cocomarola em Corrientes, na Argentina. Neste período, Alexandre conciliou o SPC Acústico 2 com os shows da turnê O Baile do Nêgo Véio. A turnê especial do Só Pra Contrariar originou o lançamento de um álbum, Pra Guardar no Coração, primeiro projeto de inéditas que Alexandre gravou com o grupo desde o ano 2000.
De volta à carreira solo, Alexandre lançou em 2025 o álbum Pagonejo Bão. Com participações de Ana Castela, Lauana Prado, Murilo Huff, Matogrosso & Mathias, Luiz Cláudio & Giuliano e Léo Santana, o projeto, gravado em Goiânia, mescla regravações e músicas inéditas misturando pagode e sertanejo. Foi o primeiro trabalho do cantor desde seu retorno à Sony Music.

## Vida pessoal
Em setembro de 2007 começou a namorar com Sara Campos, mineira de Uberlândia como ele. Eles se conheceram na inauguração de um bar na cidade, onde ela era recepcionista. Após dois meses de namoro, ela engravidou e em janeiro de 2008 o casal foi morar junto. Em 23 de agosto de 2008 nasceu o filho do casal, Arthur Campos Pires do Nascimento.
Alexandre e Sara oficializaram a união no civil e no religioso em 16 de dezembro de 2008, em Uberlândia. O casamento contou como padrinhos a cantora Ivete Sangalo e seu assessor pessoal Dito, amigos de Alexandre Pires desde o início de sua carreira. A festa contou com show da banda Roupa Nova.
No dia 8 de julho de 2010 nasceu a filha do casal, Júlia Campos Pires do Nascimento. Seus dois filhos nasceram de parto cesariana, em Uberlândia. Alexandre Pires ainda é pai de Ana Carolina, nascida em 1993, fruto de um relacionamento casual que o cantor teve em sua adolescência. A jovem segue os passos do pai na carreira artística, e sob o nome artístico Carol Pires já cantou em diversos programas de televisão e também é compositora. Ela nasceu e cresceu em Uberlândia, e ainda mora na cidade com sua mãe.
De 1997 a 1999 foi namorado da cantora Simony. Após o término do namoro, ele descobriu que Simony havia engravidado dele, e sofrido um aborto espontâneo. Em entrevistas Simony revelou que foi traída por Alexandre Pires com Carla Perez, e por isso o namoro havia terminado. De 1999 a 2000 manteve um relacionamento amoroso com a dançarina Carla Perez, e de 2001 a 2007 o cantor foi namorado da dançarina Sheila Mello.

### Acidente
No dia 6 de fevereiro de 2000, em Uberlândia, no Triângulo Mineiro, Alexandre Pires atropelou e matou com seu Jeep Grand Cherokee o vendedor José Alves Sobrinho, que estava em uma motocicleta. Segundo se apurou, ao atingir a motocicleta, o carro trafegava além do limite de velocidade. Sobrinho entrou em estado de coma após ser atropelado e três dias depois entrou em óbito por morte cerebral. Alexandre, que antes do acidente havia saído de uma boate na cidade, negou que estivesse alcoolizado. Nenhum exame de dosagem alcoólica foi feito no cantor, que se evadiu do local sem prestar socorro à vítima. Pires alegou que ficou em estado de choque e deixou o local do acidente para procurar atendimento médico. Seu irmão, que também estava no carro, permaneceu no local.
No final de fevereiro de 2000, foi divulgado o resultado do laudo, que confirmou a responsabilidade do cantor pelo acidente. Em agosto do mesmo ano, Pires fez um acordo com a família do motociclista, para pagar uma indenização de R$ 250 mil. Com o acordo, o processo cível foi encerrado, mas Pires ainda continuou respondendo ao processo criminal por homicídio doloso, movido pelo Ministério Público de Uberlândia, no entanto, a Justiça entendeu que o cantor deveria virar réu por suspeita de homicídio culposo (sem intenção).
Em 20/11/2001, ou seja, um ano e nove meses depois do acidente, o juiz José Luiz Faleiros, da 1ª Vara Criminal de Uberlândia, absolveu Alexandre Pires por por falta de provas, contrariando assim o resultado do laudo da Polícia Científica de Minas Gerais, entretanto, o promotor de Justiça Sílvio Fausto Oliveira Neto, autor da denúncia contra Pires, disse ter considerado "absurda" a decisão e anunciou que iria recorrer da sentença ao Tribunal de Alçada, em Belo Horizonte, um dos órgãos de segunda instância do Estado.

### Investigação por garimpo ilegal
No dia 4 de dezembro de 2023, a Polícia Federal do Brasil deflagrou a Operação Disco de Ouro, contra um esquema de financiamento e logística de garimpo ilegal na Terra Indígena Yanomami. Os agentes cumpriram dois mandados de prisão e seis de busca e apreensão – todos expedidos pela Justiça Federal – nos estados de Roraima, São Paulo, Pará, Minas Gerais e Santa Catarina. Foi decretado sequestro de mais de R$ 130 milhões dos supostos envolvidos, mas a suspeita é de que o grupo investigado tenha movimentado quase o obro disso, R$ 250 milhões. A organização é formada por garimpeiros, empresários e o cantor Alexandre Pires.

## Discografia

### Álbuns de estúdio
Português
- É por Amor (2001)
- Minha Vida, Minha Música (2002)
- Estrela Guia (2003)
- Alto-Falante (2004)
- Meu Samba (2005)
- Mais Além (2010)
- Pecado Original (2015)
- DNA Musical (2017)

Espanhol
- Alexandre Pires (2001)
- Estrella Guia (2003)
- Alma Brasileira (2004)
- A Un Idolo (2007)

### Álbuns ao vivo
Português
- Em Casa (2008)
- Mais Além - Ao Vivo (2010)
- Eletrosamba (2012)
- Alexandre Pires Apresenta: O Baile do Nêgo Véio - Ao Vivo (2018)
- O Baile do Nêgo Véio - Ao Vivo em Jurerê Internacional (2019)
- Na Balsa (2023)
- Pagonejo Bão (2025)

Espanhol
- Latin Lover (2022)

## Filmografia
- Cinderela Baiana (1998), como Alexandre[22]
- Você Decide: O Doce Sabor do Sucesso (1998)[23]